# Tlogomojo (Rembang)
Tlogomojo is een bestuurslaag in het regentschap Rembang van de provincie Midden-Java, Indonesië. Tlogomojo telt 1447 inwoners (volkstelling 2010).